# 恩斯特·克利
恩斯特·克利（Ernst Klee，1942年3月15日—2013年5月18日）是一位德国记者、作家。克利主攻德国历史，最知名的研究成果是对纳粹德国在医学領域的犯罪的揭露与记录，其中的一大重点就是T-4行动（非自愿安乐死项目）。他的代表作是《‘过去的好日子’：从行凶者与旁观者的角度看犹太人大屠杀》（'The Good Old Days': The Holocaust Through the Eyes of the Perpetrators and Bystanders），该书的英译本最早出版于1991年。